# Fablok
Fablok – polskie przedsiębiorstwo założone w 1919 roku w Chrzanowie, produkujące tabor kolejowy i maszyny.

## Charakterystyka przedsiębiorstwa
W okresie 1919–1945 wyprodukowano w Fabloku wiele typów parowozów normalno- i wąskotorowych, dla pociągów pasażerskich (osobowych i pospiesznych) oraz towarowych – zarówno dla Polskich Kolei Państwowych, jak i zakładów przemysłowych. Jeszcze przed drugą wojną światową podjęto produkcję spalinowych i elektrycznych zespołów trakcyjnych, a także wagonów motorowych. Po 1945 r. w dalszym ciągu rozwijano produkcję parowozów, następnie zaś spalinowych lokomotyw manewrowych (normalno- i wąskotorowych) o mocy od 40 do 1200 KM. Łącznie fabryka wyprodukowała 10500 parowozów i spalinowozów.
Kolonia Fablok jest jednocześnie częścią jednego z osiedli Chrzanowa, w którym jest położona fabryka. Zabudowę tworzą stare kamienice, domki bliźniacze z lat 30. XX w. i bloki mieszkalne z PRL. Tam jest też zespół szkół – Powiatowe Centrum Edukacyjne.

## Historia

### Do 1939 roku

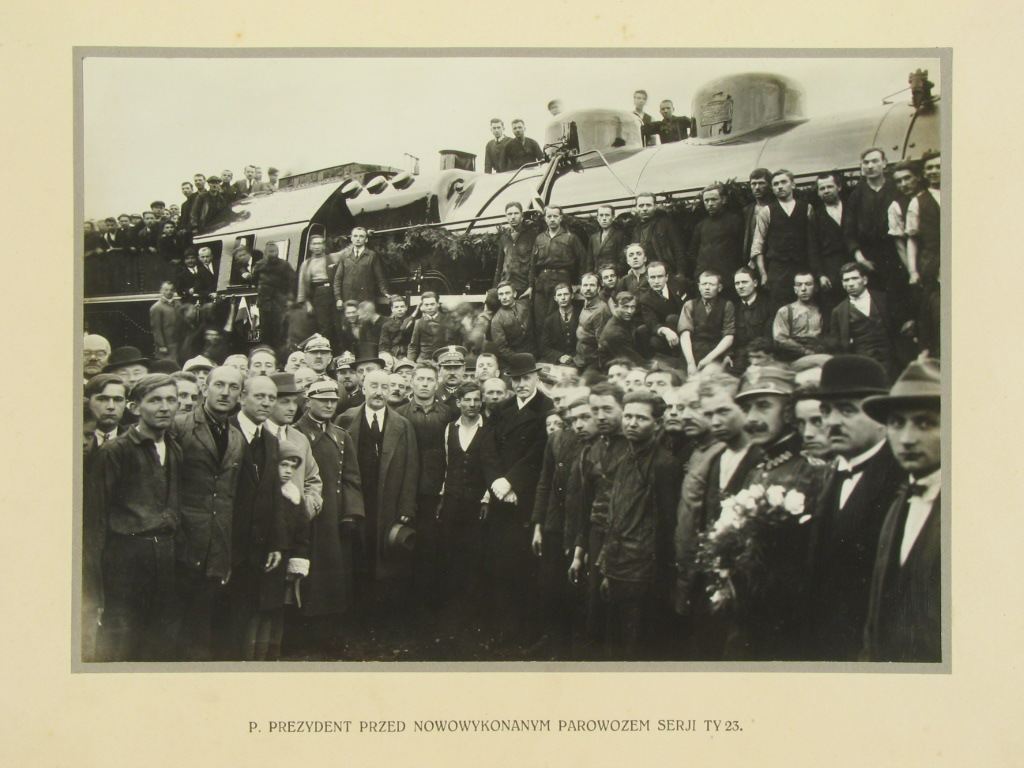
Załoga fabryki z Prezydentem Polski prof. inż. Ignacym Mościckim

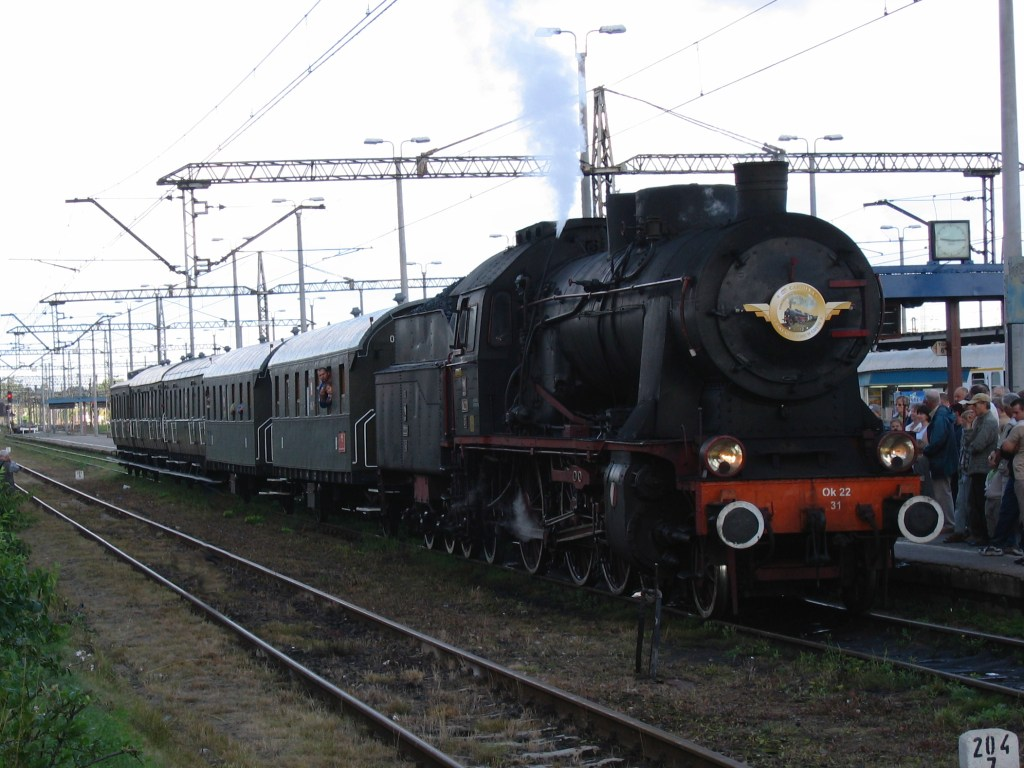
Parowóz Ok22-31 z 1928

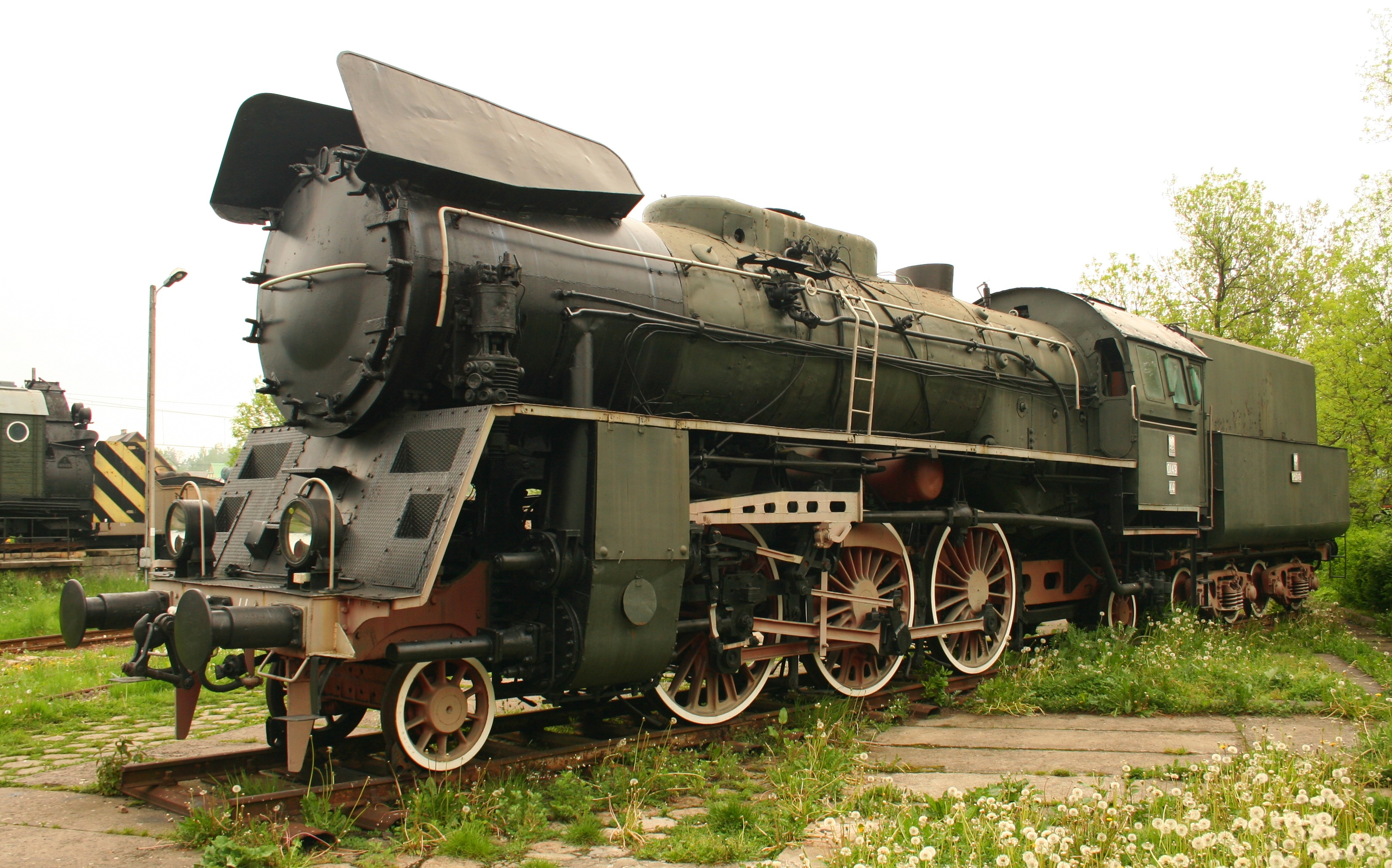
Parowóz Ol49 produkowany w latach 1951–1954

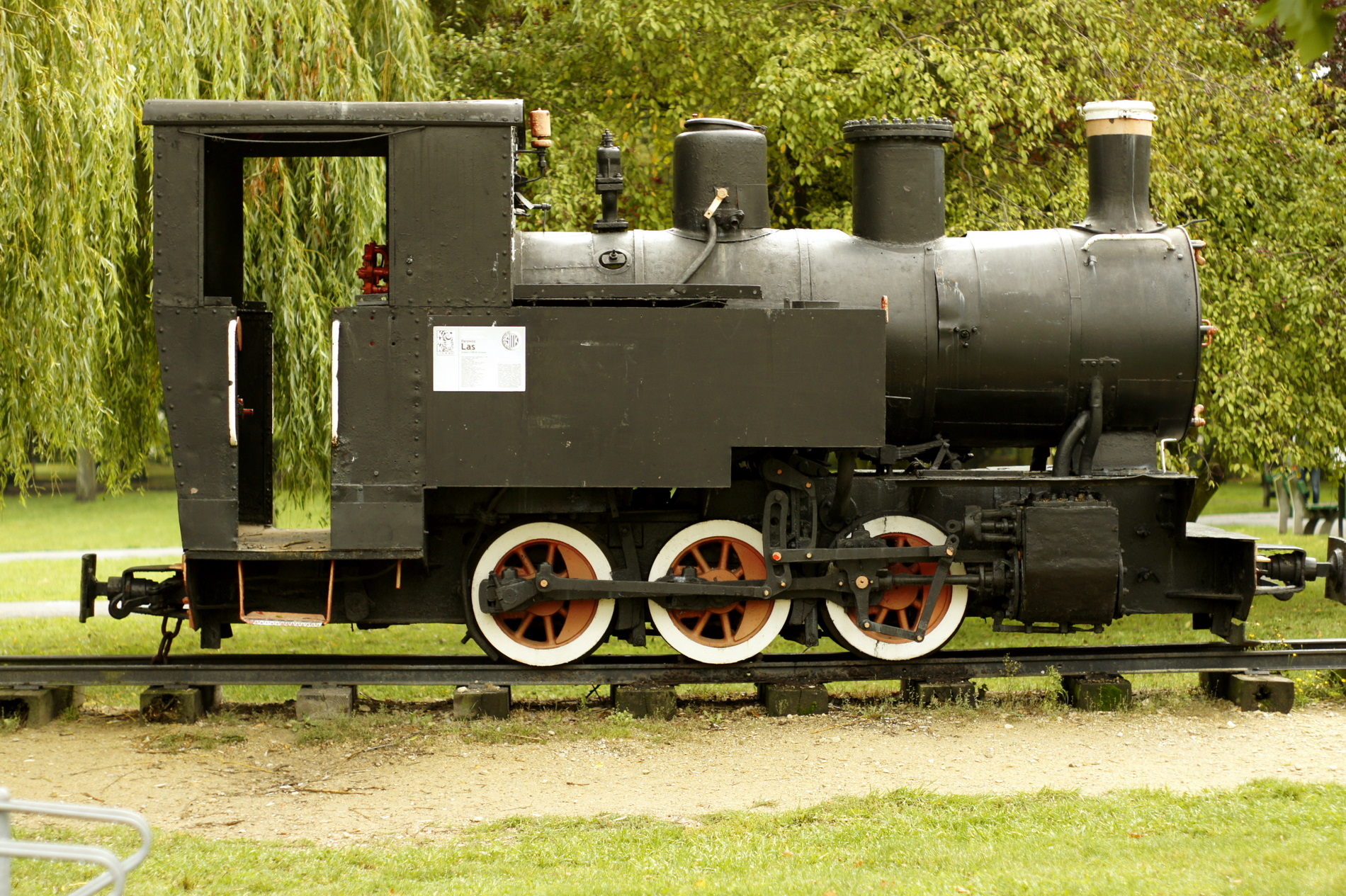
Wąskotorowy parowóz „Las” produkowany w latach 1948–1962

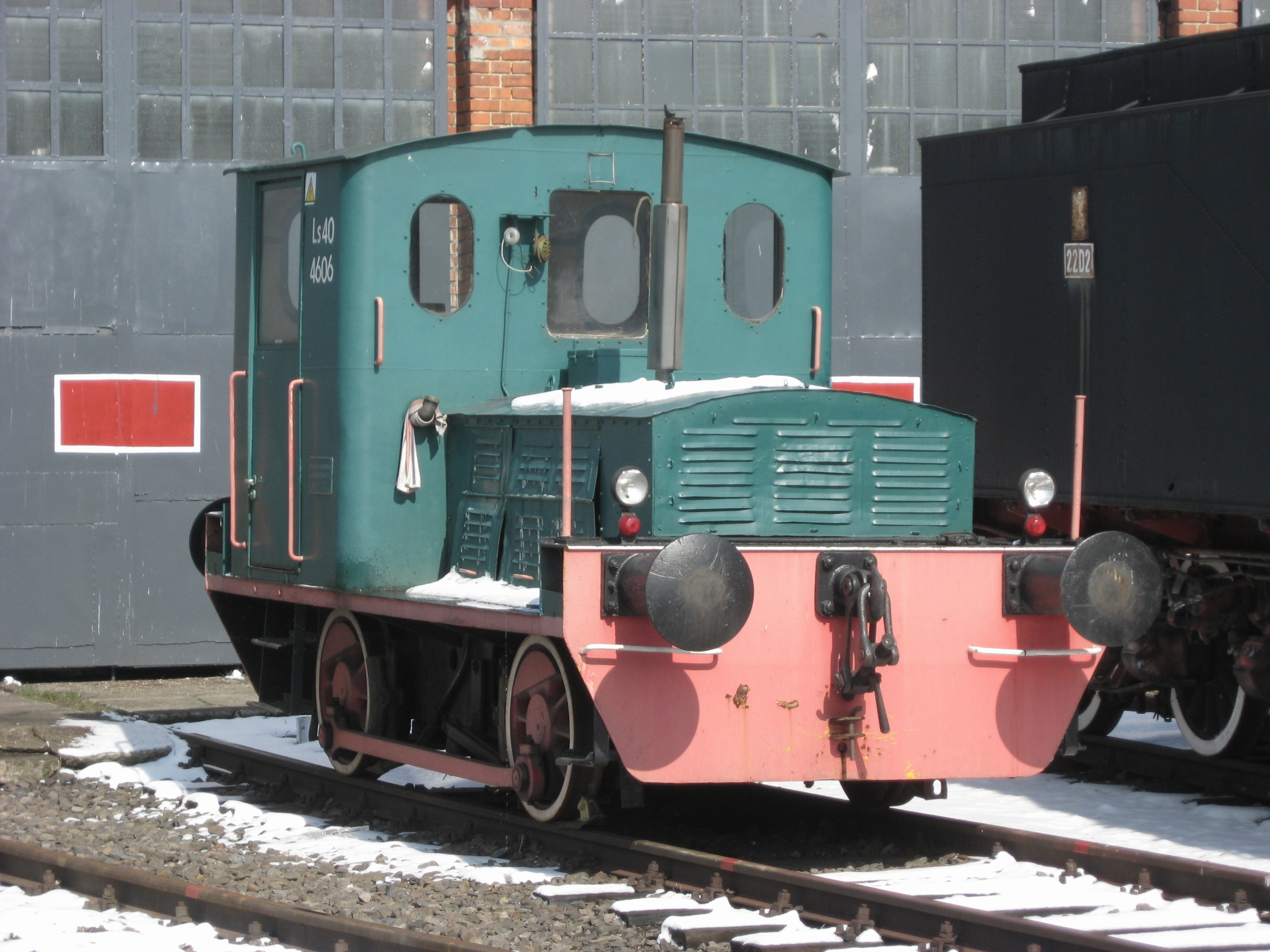
Lokomotywka spalinowa Ls40 produkowana od 1952 roku

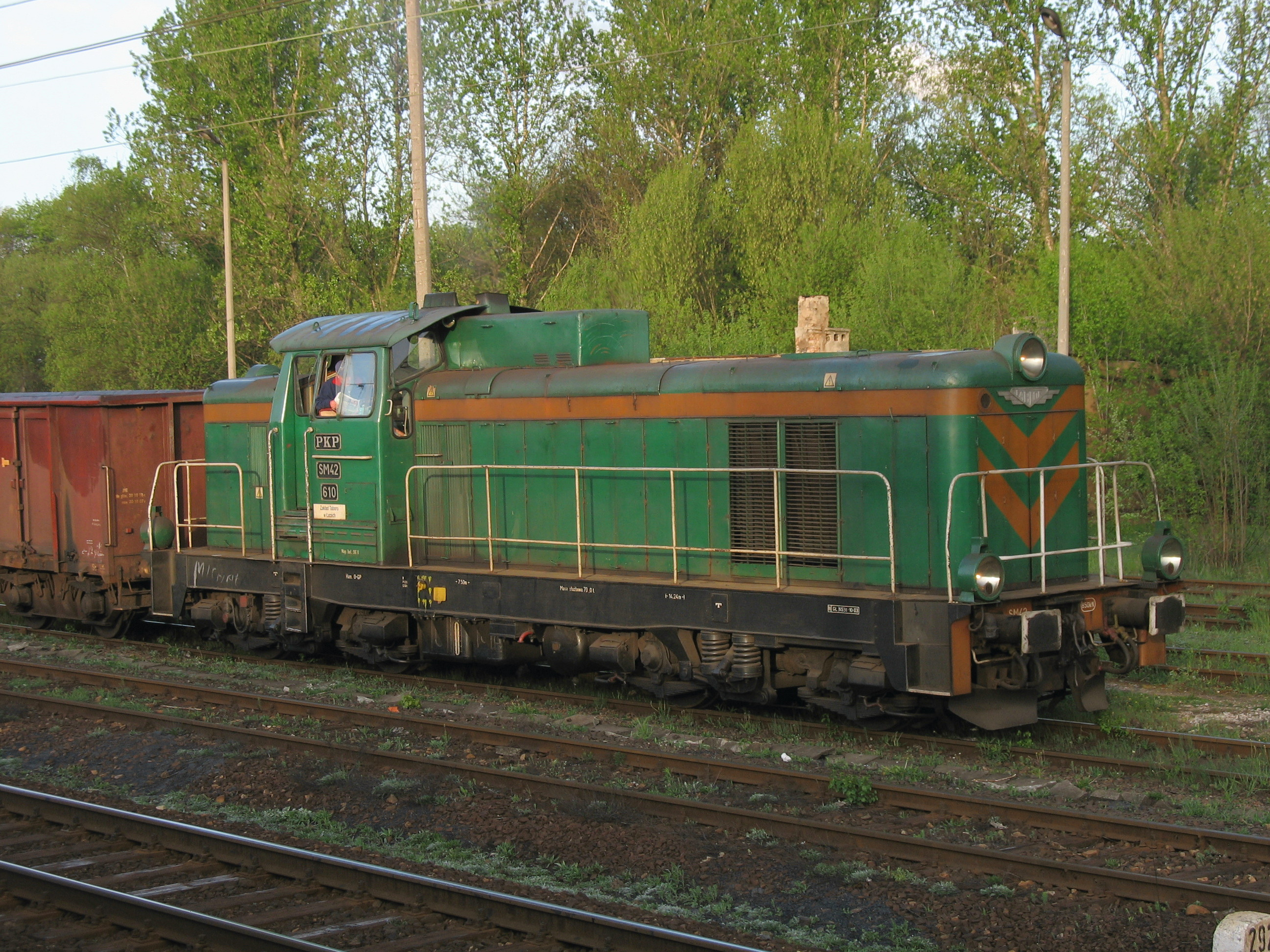
Lokomotywa spalinowa serii SM42 produkowana w latach 1965–1992

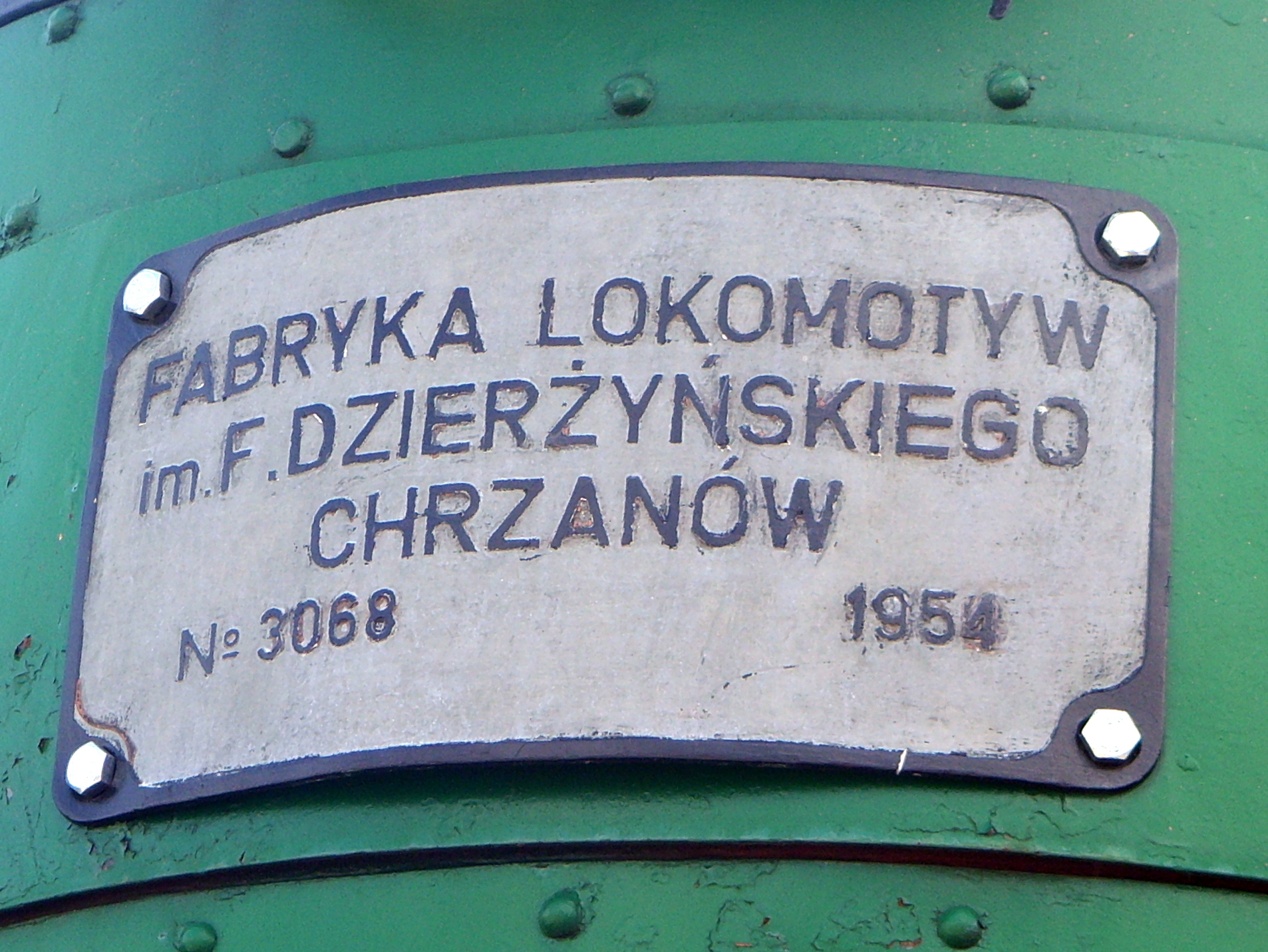
Tabliczka znamionowa na lokomotywie

Spółka została założona 20 maja 1919 r. przez inżynierów Piotra Drzewieckiego, Stanisława Karłowskiego, Władysława Jechalskiego i Leopolda Wellisza, wraz z Bankiem Małopolskim w Krakowie i Bankiem Handlowym w Warszawie. Skrótem telegraficznym, powszechnie używanym później jako firma spółki, było: FABLOK (od Fabryka Lokomotyw). Statut spółki, o firmie Fabryka Lokomotyw w Polsce spółka akcyjna, został zatwierdzony przez Ministra Przemysłu i Handlu, oraz Ministra Skarbu 22 maja 1919 roku. Rok później podpisano umowę z rządem Polski na dostawę w ciągu 10 lat 1200 lokomotyw, a także zmieniono nazwę firmy na: Pierwsza Fabryka Lokomotyw w Polsce spółka akcyjna Zakłady w Chrzanowie. 25 marca 1920 r. kupiono grunty od Miasta Chrzanów i rozpoczęto budowę zakładu. Maszyny do produkcji kupiono w Szwecji. W celu jak najszybszego rozpoczęcia produkcji, spółka początkowo kooperowała z austriacką fabryką StEG, w której opracowano dokumentację pierwszego polskiego parowozu Tr21. W latach 1921–1924 zbudowano wydziały: montażowy, mechaniczny i kuźnię. Fablok nie miał kotlarni i kotły dla parowozów dostarczała fabryka Fitzner i Gamper z Sosnowca, a po 1945 roku różne. 7 kwietnia 1922 r. przekazano PKP pierwszy parowóz wyprodukowany z użyciem części austriackich (Tr21-19), a 18 lutego 1924 r. wyprodukowano pierwszy parowóz całkowicie z podzespołów krajowych (Tr21-37). Już 5 listopada 1925 r. wykonano setny pojazd szynowy. Na początku czerwca 1927 r. wyprodukowano 200 parowóz, w tym samym roku zakład odwiedził Prezydent Polski prof. inż. Ignacy Mościcki. W dniu 24 października 1929 roku zmieniono statut spółki, dostosowując go do przepisów prawa o spółkach akcyjnych z 22 marca 1928 roku.
Przed drugą wojną światową wyprodukowano m.in. 74 parowozy wąskotorowe. Od 1931 r. rozpoczęto produkcję parowozów na eksport, głównie na licencjach zachodnich producentów i sprzedawanych w latach trzydziestych XX w. do Bułgarii (13 sztuk), Maroka (12), ZSRR (19) i na Łotwę (9) (łącznie zbudowano przed wojną na eksport 53 lokomotywy, w tym 25 wąskotorowych).
W biurze konstrukcyjnym Fabryki, a ściśle w Biurze Technicznym Parowozów Normalnotorowych, kierowanym do połowy 1930 r. przez inż. Kazimierza Baranowskiego, powstał całkowicie rodzimy projekt parowozu Pt31, dla Polskich Kolei Państwowych, do ciągnięcia dalekobieżnych pociągów pospiesznych. Głównym projektantem był inż. Kazimierz Zembrzuski. Pierwsze parowozy opuściły fabrykę w 1932 r., a do wybuchu wojny pracowało na polskich torach już 98 tych parowozów. Kolejnym samodzielnym projektem inż. Zembrzuskiego i jego zespołu był, zrealizowany w 1937 r. parowóz Pm36 (w dwóch wersjach: aerodynamicznej i o kształcie tradycyjnym). Pm36-1, o kształcie opływowym, zdobył dla Fabloku Złoty Medal na Światowej Wystawie Sztuki i Techniki w Paryżu w maju 1937 r. Od 4 września 1939 r. parowóz Pm36-1 prowadził międzynarodowy pociąg “Nord-Express”, inaczej nazywany „Lux” (z Moskwy do Paryża) na odcinku Kutno-Zbąszyń. Również w latach trzydziestych XX w. wyprodukowano m.in. wagony motorowe, tzw. luxtorpedy – do obsługi linii Warszawa – Kraków i Kraków – Zakopane, oraz lokomotywy elektryczne serii EL100, do obsługi warszawskiego węzła kolejowego.
Równolegle z Biurem Projektowym Parowozów Normalnotorowych, pracowało w Fablok Biuro Techniczne Parowozów Wąskotorowych, kierowane przez inż. Juliana Paczoskiego, którego najbliższym współpracownikiem był inż. Zdzisław Rytel. Inż. Zembrzuski przy współpracy inż. Rytla (odpowiedzialnego za projekt wagonów) pracowali nad projektem Lekkiego Pociągu Pospiesznego OLp-118 o kształcie aerodynamicznym, złożonego z parowozu i czterech wagonów i napędzanego czterocylindrowym silnikiem przeciwbieżnym; projekt techniczny został odrzucony przez Ministerstwo Komunikacji, które miało wtedy inne plany dla polskiego kolejnictwa.
Licząc łącznie, pięćsetny parowóz został wyprodukowany w Fabloku w 1932 r.. Roczna produkcja w latach 30. XX w. sięgała 100 lokomotyw wszystkich typów.
W czasie II wojny światowej fabryka została przejęta jako filia przez niemieckie zakłady Henschel & Sohn w Kassel i otrzymała nazwę: Oberschlesische Lokomotivwerke AG Krenau O/Schl. (Oberlok) (tł. Górnośląska Fabryka Lokomotyw SA Chrzanów G/Śl.). Fabryka budowała wówczas lokomotywy na potrzeby kolei i przemysłu niemieckiego, głównie na podstawie dostarczonej dokumentacji. Podczas wojny wyprodukowano 526 parowozów normalnotorowych, przede wszystkim niemieckich serii 52 (Ty2, 349 sztuk) i 44 (Ty4) oraz 147 wąskotorowych.

### 1945-1991

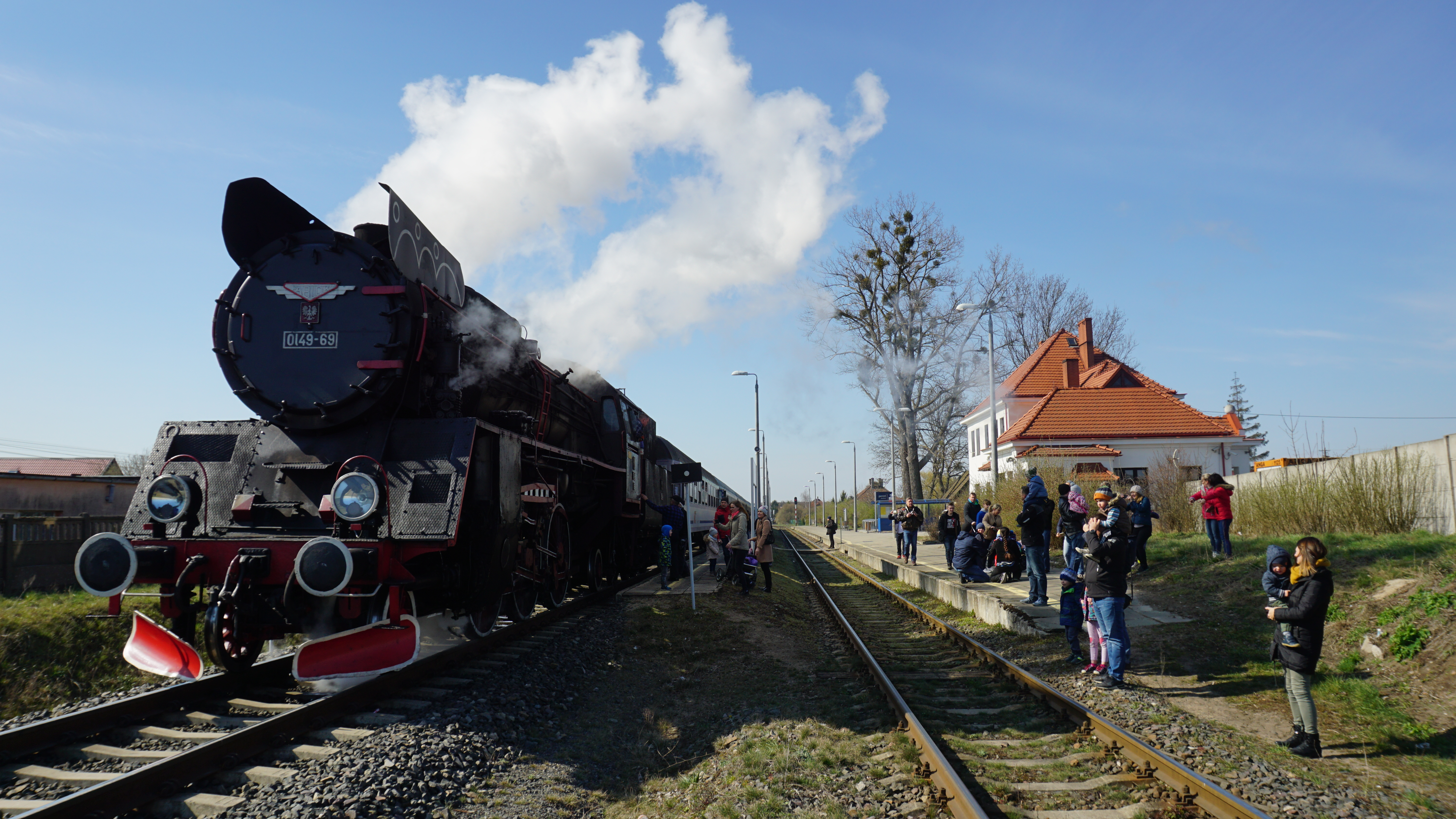
Parowóz Fablok Ol49-69 na stacji Żukowo Wschodnie, 2019

Pierwszy parowóz po zakończeniu wojny, Ty42 dla DOKP Kraków, wyprodukowano już 21 lutego 1945 roku. W 1947 r. Fablok przeszedł na własność państwa, rok później wszedł w skład Zjednoczenia Przemysłu Taboru Kolejowego „Tasko” w Poznaniu.
W 1951 r. nazwę przedsiębiorstwa zmieniono na Fabryka Lokomotyw im. Feliksa Dzierżyńskiego. W latach 1945–1963 Fablok wyprodukował m.in. blisko 3600 parowozów, odbiorcami których, poza Polską, były również: Albania, Bułgaria, Jugosławia, Rumunia, Węgry, Chiny, Indie, Koreańska RL-D, Wietnam i ZSRR.
Do 1963 r., kiedy fabryka zakończyła produkcję parowozów, wyprodukowano 1565 parowozów normalnotorowych i 2015 wąskotorowych, w tym odpowiednio 216 i 972 na eksport. Produkty eksportowano do Albanii, Bułgarii, Chin, Jugosławii, Koreańskiej RL-D, Rumunii, Węgier i ZSRR. Produkowano wówczas lokomotywy: Ty42, Ty45, Ol49, Pt47, TKt48, WP, TKh49, „Śląsk”, 1U, „Baziel” (parowozy normalnotorowe), a także „Ryś”, „Las”, „Hutnik”, Px48, Px49, Kp4, „Baziel”, Tw47, Tw53, „Saranowo” (wąskotorowe). Uroczystość wykonania pięciotysięcznej lokomotywy świętowano 23 kwietnia 1959 r. razem z rocznicą 35-lecia produkcji lokomotyw.
W latach 1947–1993 Fablok wyprodukował 5402 lokomotywy spalinowe, z czego 37 zostało wyeksportowanych do Maroka. Produkowano lokomotywy o mocy od 40 do 1200 KM: Ls40, Ls75, Ls150, WLs-150, Ls300, Ls-750H, Ls40, SM42, SP42, SM31.
Oprócz lokomotyw, Fablok produkował m.in. przekładnie tramwajowe (od 1962 r.), aparatury hamulcowej systemów Oerlikon i SAB czy wozów wiertniczych. W 1977 r. po raz kolejny zmieniono nazwę: Fabryka Maszyn Budowlanych i Lokomotyw Bumar-Fablok. Dalej poszerzano profil produkcji, produkując koparki mechaniczne (KU-1207), platformy transportowe, wiele rodzajów żurawi samojezdnych (m.in. PS-253, DST-0281, nagrodzony na Międzynarodowych Targach Poznańskich w 1980 r. Hydros T-253, DST-0285).

### Od 1991 r.
W grudniu 1991 r. Fablok przekształcono w jednoosobową spółkę Skarbu Państwa. W latach 90. XX wieku rozpoczęto produkcję spawanych konstrukcji stalowych na rynek niemiecki, kontynuowano produkcję kolejnych modeli żurawi (w tym sprzedawanych za granicę).
W 1995 r. spółka weszła w skład VII NFI, od którego 60% akcji wykupiła w marcu 2003 r. (powstała dwa lata wcześniej) Pracownicza Spółka Akcyjna – „Bumar-Fablok”. W 1999 r. przedsiębiorstwo uzyskało certyfikat ISO 9001.
W 2003 r. rozpoczęto współpracę kooperacyjną w zakresie konstrukcji ram do cystern, w tym samym roku podpisano umowę na modernizację dwóch sztuk lokomotyw ST44 dla PKP LHS. W marcu 2009 r. Pol-Miedź Trans odebrała z Fabloku pierwszą z czterech zamówionych zmodernizowanych lokomotyw ST44 serii 3000. 5 marca 2009 r. nastąpiło połączenie spółek – Fabryka Maszyn Budowlanych i Lokomotyw „Bumar-Fablok” SA wraz z „Fablok” Pracownicza SA.
W wyniku połączenia powstała nowa spółka z firmą Pierwsza Fabryka Lokomotyw w Polsce „Fablok” Spółka Akcyjna. Połączenie spółek prawa handlowego zakończyło długoletni proces prywatyzacji chrzanowskiego producenta. Od 1 kwietnia 2009 r. spółka działała pod taką nazwą.

## Upadłość
21 maja 2013 r. sąd w Krakowie ogłosił upadłość spółki. Majątek spółki od syndyka kupił "Martech-Plus" z siedzibą w Rudzie Śląskiej.

## Odsyłacze zewnętrzne
- strona internetowa Fablok
- Historia Fabloku. homepage.mac.com. [zarchiwizowane z tego adresu (2004-08-16)].
- Pierwsza Fabryka Lokomotyw w Polsce SA Zakłady i Dyrekcja w Chrzanowie, Biuro Zarządu w Warszawie – katalog (materiał historyczny)